# هرتز ۱۶۷۶۱
سیارک ۱۶۷۶۱ (به انگلیسی: 16761 Hertz، نامگذاری:1996TE8) شانزده هزار و هفتصد و شصت و یکمین سیارک کشف شده‌است که در ۳ اکتبر ۱۹۹۶ کشف شد.
قدر مطلق سیارک برابر ۱۴٫۸۰ است.